# هوراشيو نيلسون وايت
هوراشيو نيلسون وايت (بالإنجليزية: Horatio Nelson White)‏ هو مهندس معماري أمريكي، ولد في 1814، وتوفي في 29 يوليو 1892.